# Galaxias fontanus
Galaxias fontanus é uma espécie de peixe da família Galaxiidae.
É endémica da Austrália.